# Špilberk
Špilberk (tyska: Spielberg) är en kulle i Tjeckien. Den ligger i den sydöstra delen av landet, i utkanten av Brno. Toppen på Špilberk är 282 meter över havet. På kullen ligger slottet Špilberk.